# Герб Себежа
Герб города «Се́беж» — административного центра муниципальных образований городское поселение «Себеж», сельское поселение «Себежское» и Себежский район Псковской области Российской Федерации.
В 1996 году исторический герб Себежа (1781 года) восстановлен в качестве официального герба Себежа и Себежского района.
Герб подлежит внесению Государственный геральдический регистр Российской Федерации.

## Описание
Щит разрезан надвое, в верхней части оного в золотом поле Российской империи Государственного герба двуглавого орла, а в нижней части в голубом поле воин, держащий в правой руке саблю, а на левой руке красный щит с двойным на оном кресте.

## История
22 марта 1623 года польским королём Сигизмундом III был пожалован герб городу Себежу (вместе с магдебургским правом). Герб имел следующее описание: в лазуревом поле Самсон, разрывающий пасть льву. Подобное изображение библейского героя известно и в польской родовой геральдике, где существует герб Самсон, он же Ватта; в нём фигура Самсона натурального цвета, лев - золотой, поле щита - лазурное.
Исторический герб Себежа был Высочайше утверждён 21 сентября 1781 года императрицей Екатериной II вместе с другими гербами городов Полоцкого наместничества. (ПСЗРИ, 1781, Закон № 15236).
В 1864 году, в период геральдической реформы Кёне, был разработан проект нового герба уездного города Себежа (официально не утверждён):«В лазоревом щите золотая оторванная голова коня». Щит увенчан серебряной стенчатой короной и окружён золотыми колосьями, соединёнными Александровской лентой".
В советский период исторический герб Себежа (1781 года) не использовался.
По данным официального сайта Себежского района исторический герб Себежа восстановлен в 1996 году и утверждён в качестве герба Себежского района.